# Ceroprepes ophthalmicella
Ceroprepes ophthalmicella är en fjärilsart som beskrevs av Hugo Theodor Christoph 1881. Ceroprepes ophthalmicella ingår i släktet Ceroprepes och familjen mott. Inga underarter finns listade i Catalogue of Life.